# Route du Panorama

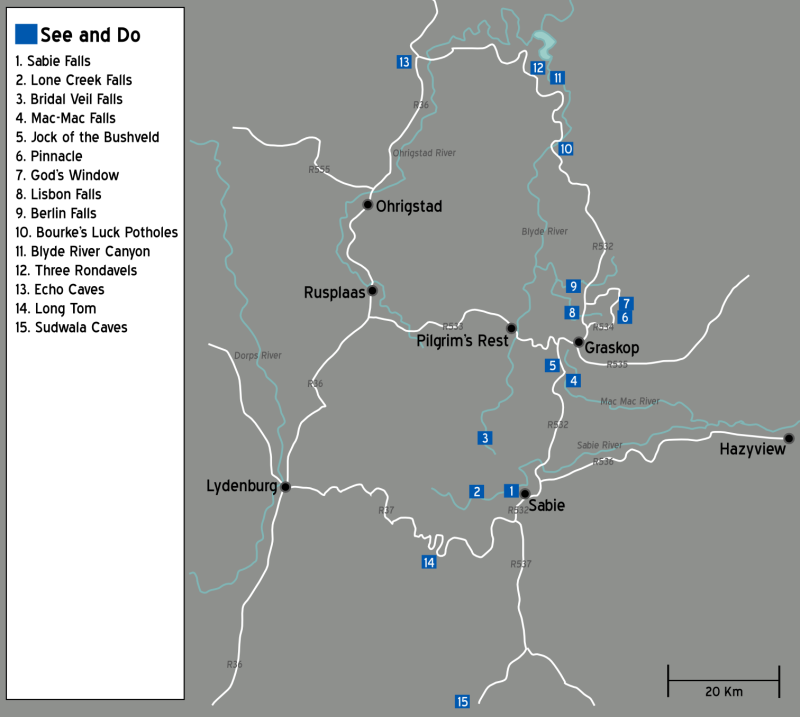
Points d’intérêt le long de la Route du Panorama

La Route du Panorama est une spectaculaire route touristique en Afrique du Sud reliant plusieurs points d'intérêt culturels et naturels. L'itinéraire, imprégné de l'histoire de l'Afrique du Sud, se trouve dans la province de Mpumalanga, centrée autour du Blyde River Canyon, le troisième plus grand canyon du monde.

## Géographie
On peut trouver le long de cette route de très nombreuses cascades, l’une des plus grandes zones boisées d’Afrique du Sud et plusieurs sites naturels. L’itinéraire commence au pied de Long Tom Pass, au sortir de Lydenburg, en suivant la descente du Grand Escarpement vers le Lowveld, et se termine à la frontière des provinces de Mpumalanga et du Limpopo près des Echo Caves (Grottes de l'écho).
Les villes traversées sont Sabie, Graskop, Pilgrim's Rest et Ohrigstad.
Les sites naturels sont le Blyde River Canyon, God's Window, Bourke's Luck Potholes, Three Rondavels, The Pinnacle, les Sudwala Caves ainsi que de nombreuses chutes d'eau (Mac-Mac Falls, Berlin Falls, Lisbon Falls, etc.)

## Galerie de photos

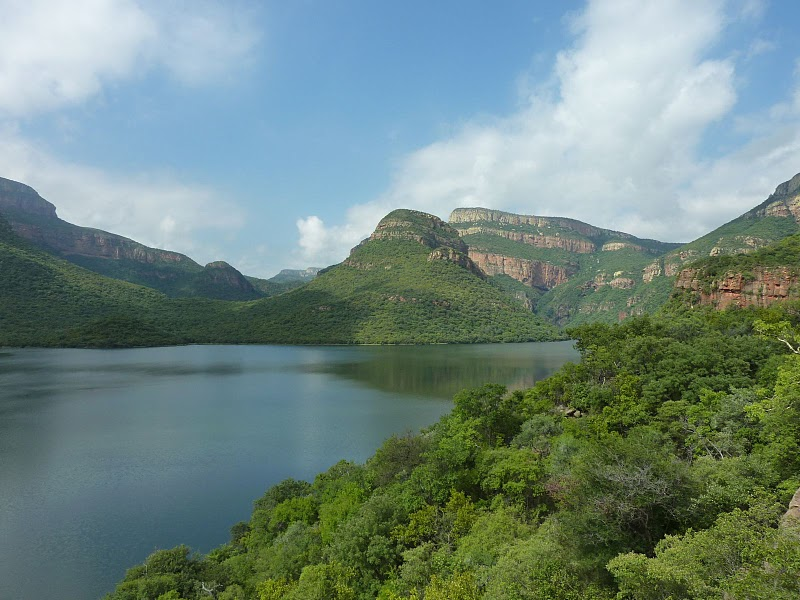
Barrage sur la Blyde River
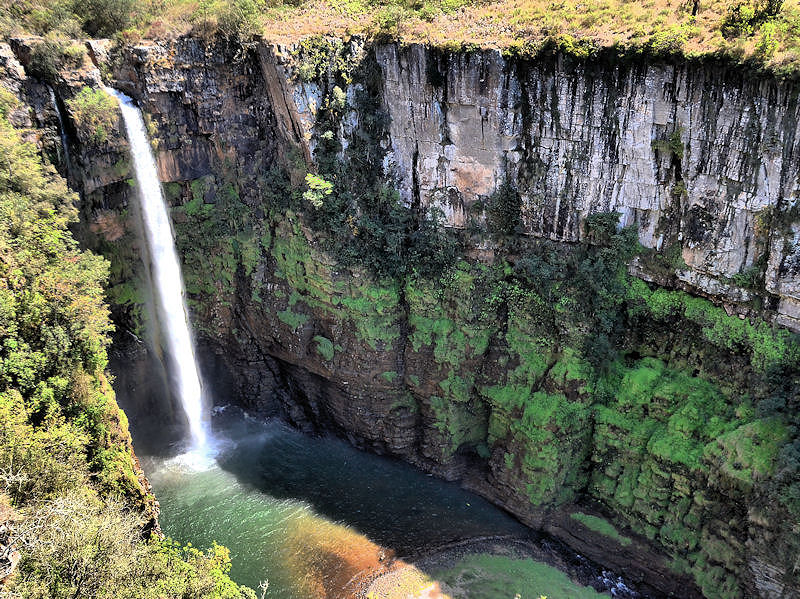
The Mac Mac Falls
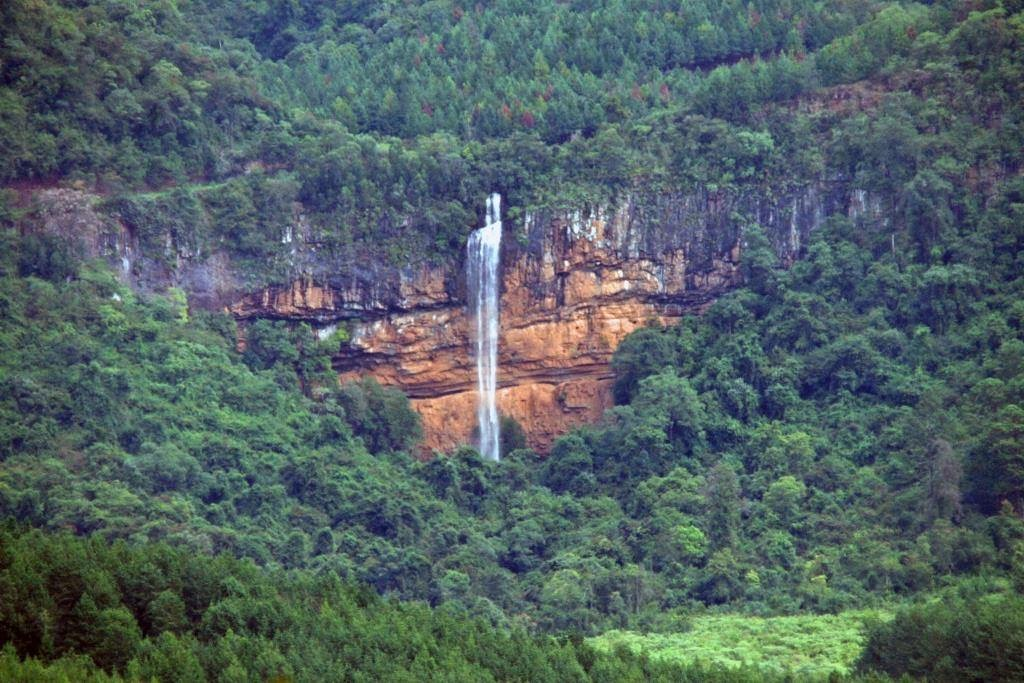
Bridal Veil Falls
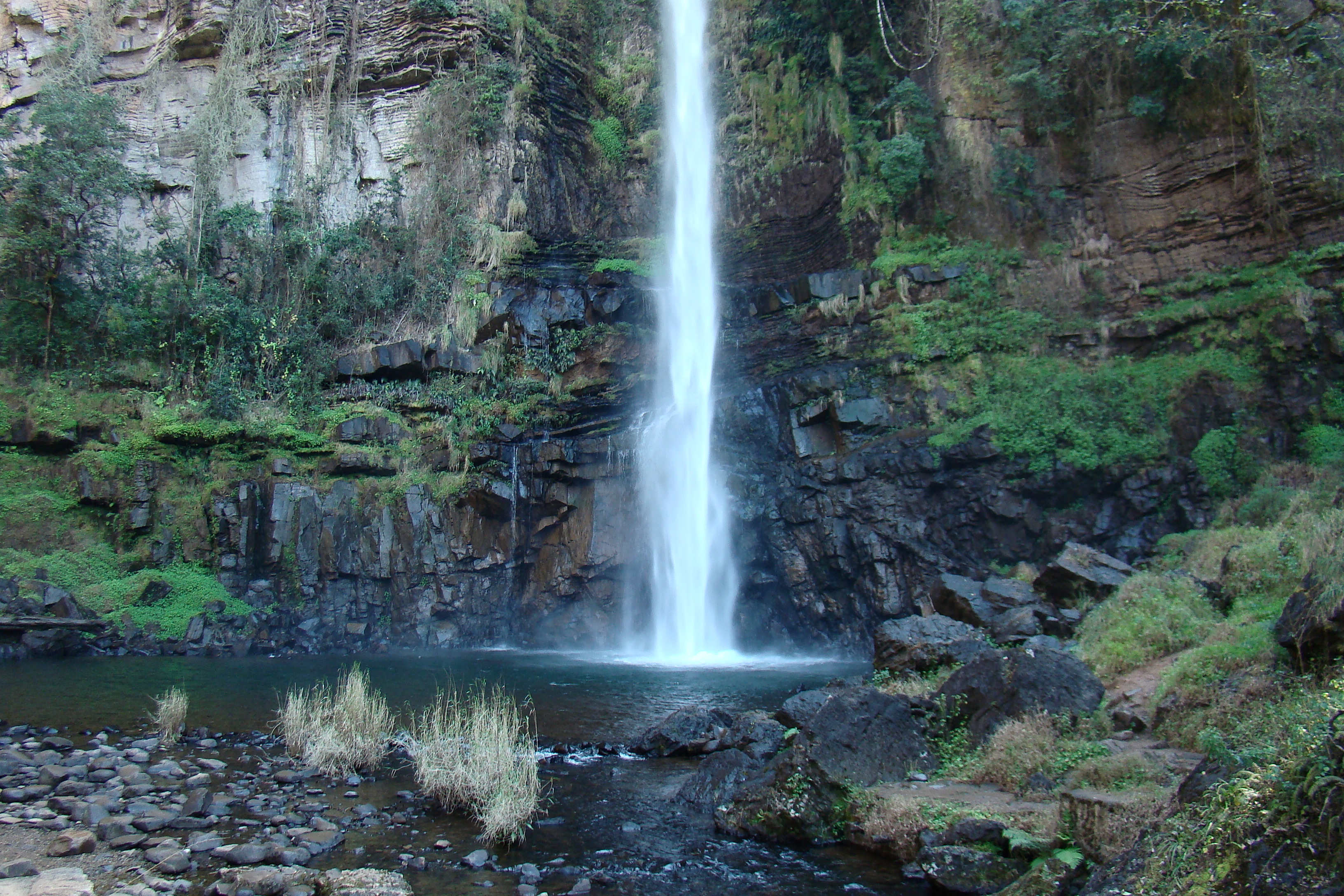
Lone Creek Falls
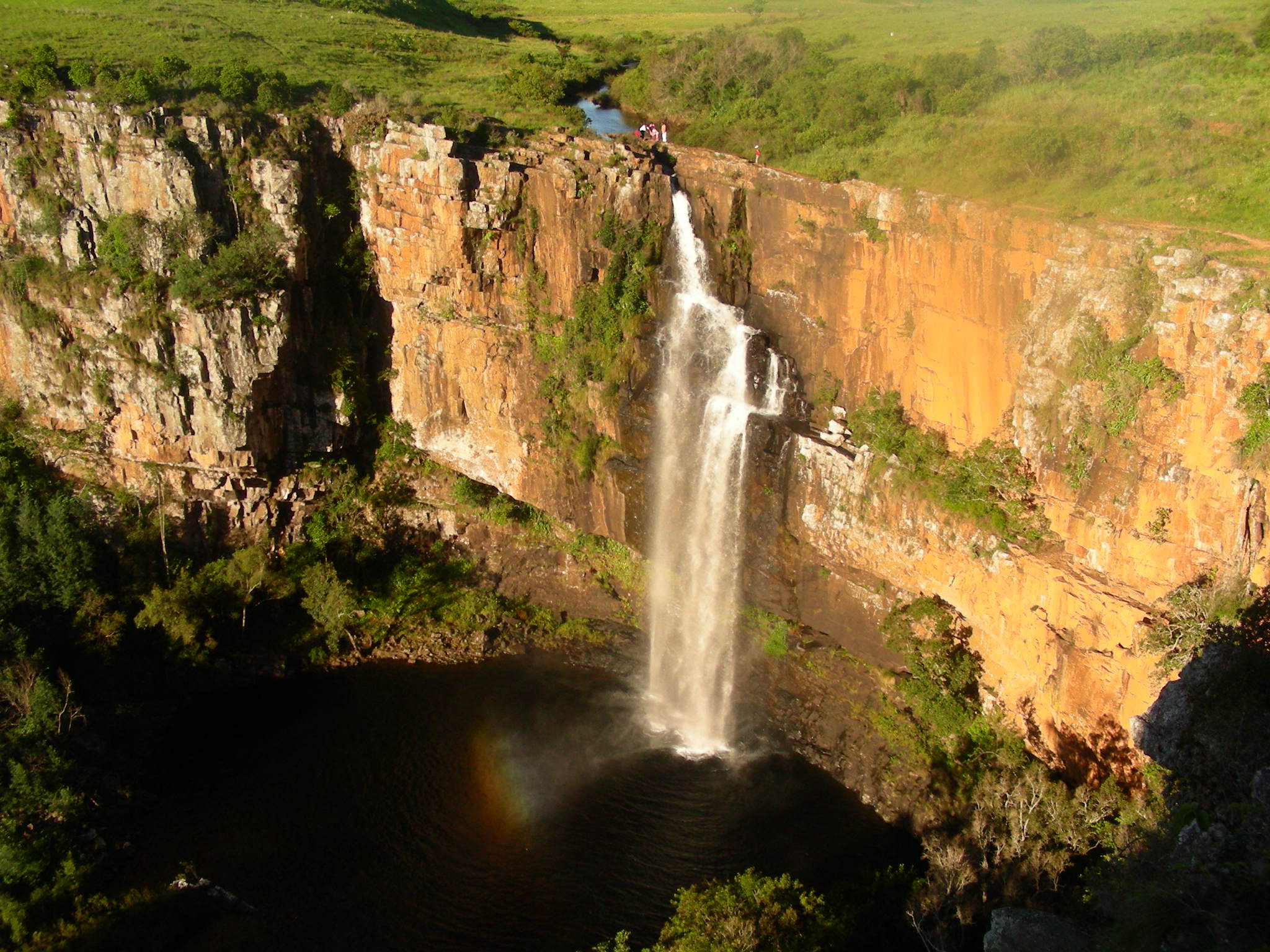
Berlin Falls
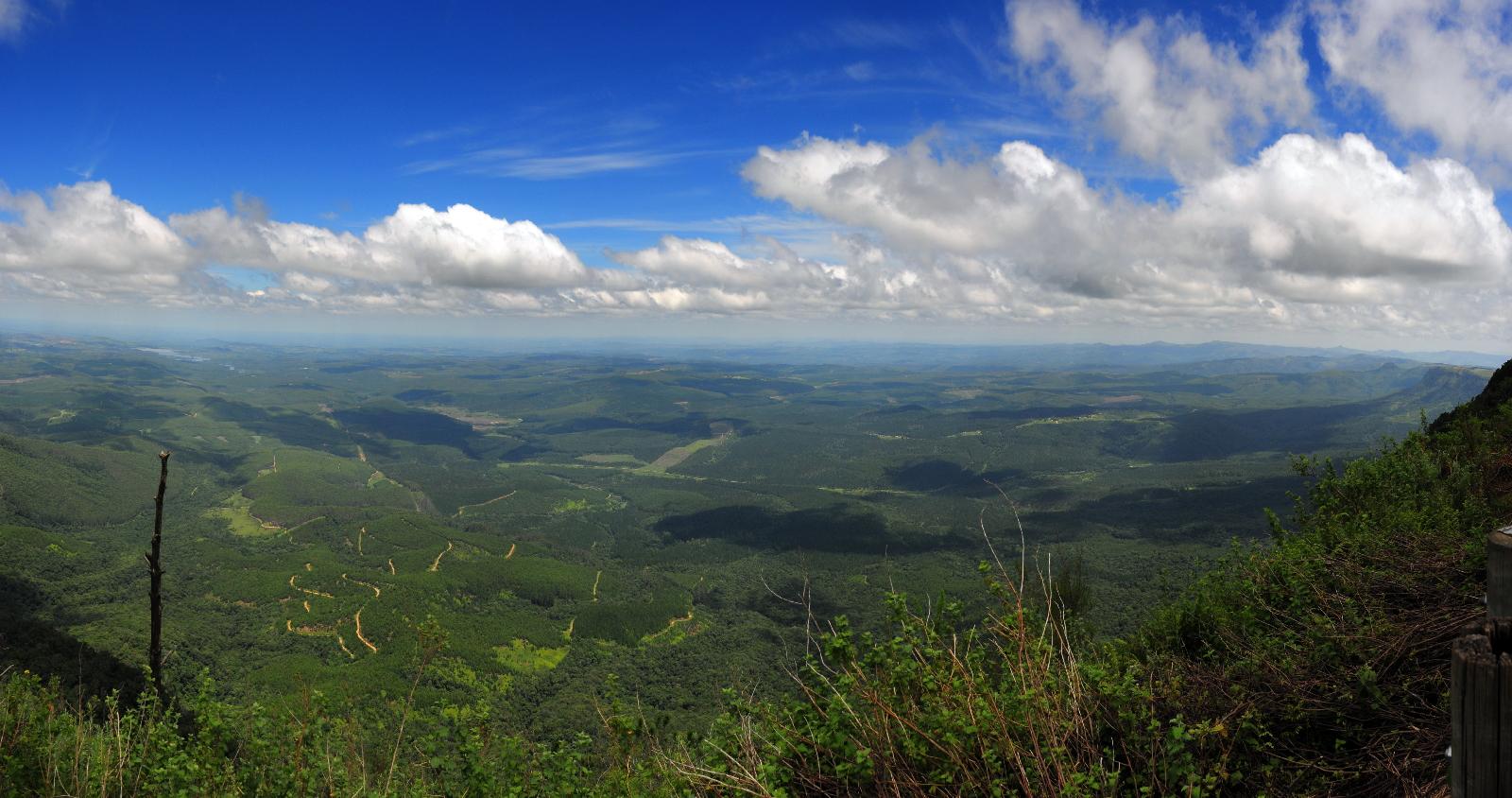
Vue sur le Lowveld depuis God's Window
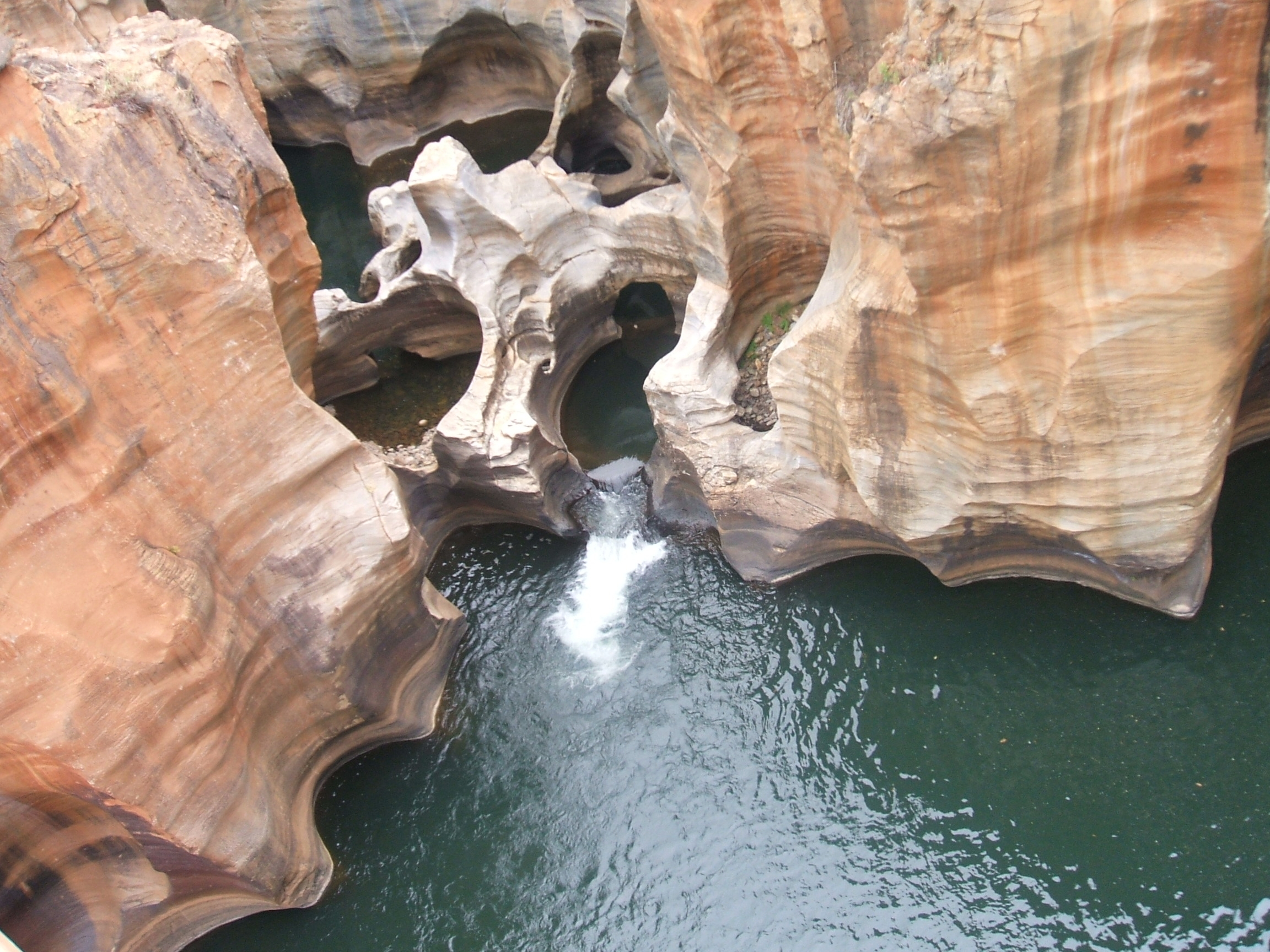
Bourke's Luck Potholes
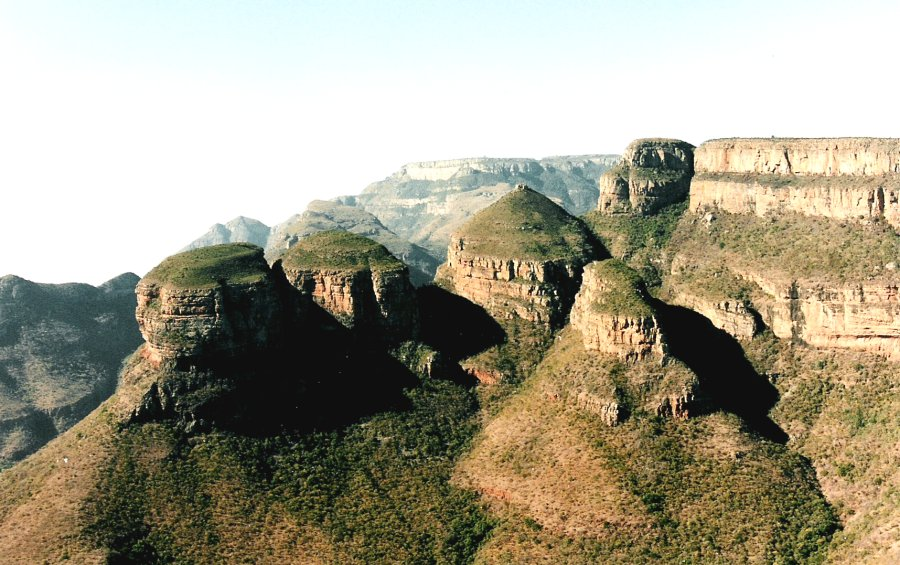
Les Trois Rondavels
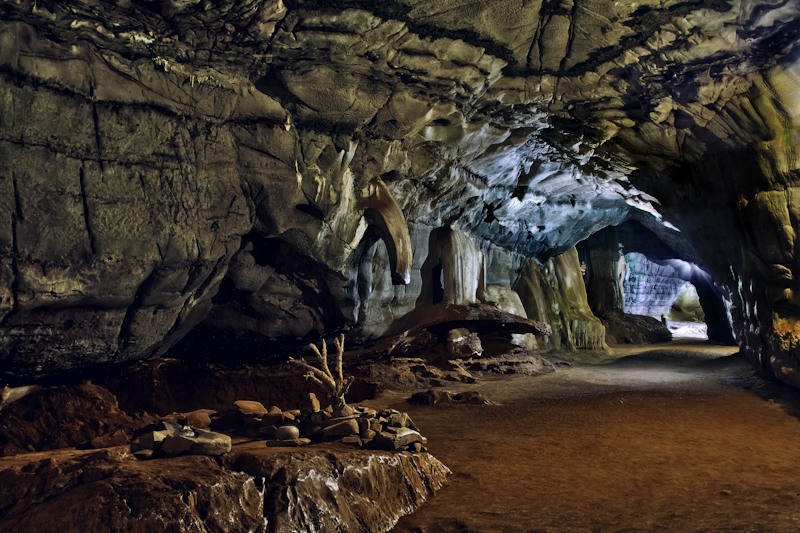
Entrée des grottes de Sudwala